# Sayyid (nome)
Sayyid (in arabo: سيّد, traslitterato anche Sayed o Sayyed) è un nome proprio di persona arabo maschile.

## Varianti
- Femminili: سيّدة (Sayyida)[3]

### Varianti in altre lingue
- Bengalese: সৈয়দ (Syed)[1]
- Persiano: سید (Seyed)[1], سیّد (Seyyed)[1]
- Punjabi: سید (Syed)[1]
- Turco: Seyyid[1], Seyyit[1]
- Urdu: سید (Syed)[1]
  - Femminili: سیدہ (Syeda)[3]

## Origine e diffusione
Riprende il titolo tipicamente arabo Sayyid, che vuol dire letteralmente "signore", "maestro", "capo"; ha quindi significato analogo ai nomi Cirillo, Freyr e Joyce.
Non va confuso con Zayd, altro nome arabo di differente origine e significato.

## Persone

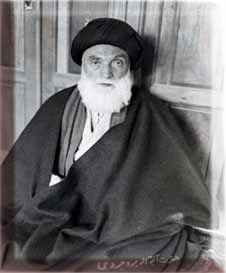
Sayyid Hossein Tabataba'i Borujerdi

- Sayyid Hossein Tabataba'i Borujerdi, religioso iraniano
- Sayyid Salih Jabr, politico iracheno
- Sayyid Qutb, politico egiziano

### Variante Sayed
- Sayed Darwish, cantante e compositore egiziano
- Sayed Kashua, scrittore e giornalista israeliano
- Sayed Moawad, calciatore egiziano
- Sayed Murad Khan, re di Persia

### Variante Syed
- Syed Ameer Ali, politico indiano
- Syed Mumtaz Ali, avvocato indiano
- Syed Rahim Nabi, calciatore e politico indiano

### Altre varianti maschili
- Siyyid Kázim, mullā iraniano
- Seyed Reza Hosseini Nassab, religioso iraniano

### Varianti femminili
- Sayyida al-Hurra, condottiera maghrebina

## Il nome nelle arti
- Sayid Jarrah è un personaggio della serie televisiva Lost.